# Штабін (гміна)
Гміна Штабін (пол. Gmina Sztabin) — сільська гміна у східній Польщі. Належить до Августівського повіту Підляського воєводства.
Станом на 31 грудня 2011 у гміні проживало 5370 осіб.

## Територія
Згідно з даними за 2007 рік площа гміни становила 361.80 км², у тому числі:
- орні землі: 47.00%
- ліси: 40.00%

Таким чином, площа гміни становить 21.82% площі повіту.

## Населення
Станом на 31 грудня 2011:
| Опис     | Загалом | Загалом | Чоловіки | Чоловіки | Жінки | Жінки |
| -------- | ------- | ------- | -------- | -------- | ----- | ----- |
| одиниця  | осіб    | %       | осіб     | %        | осіб  | %     |
| все      | 5370    | 100     | 2766     | 51.51    | 2604  | 48.49 |
| міське   | 0       | 100     | 0        |          | 0     |       |
| сільське | 5370    | 100     | 2766     | 51.51    | 2604  | 48.49 |

## Сусідні гміни
Гміна Штабін межує з такими гмінами: Августів, Барґлув-Косьцельни, Ґоньондз, Домброва-Білостоцька, Ліпськ, Пласька, Суховоля, Ясвіли.